# Benalauría
Benalauría és un poble de la província de Màlaga (Andalusia), que pertany a la comarca de la Serranía de Ronda.

## Geografia
Es troba a 667 metres sobre el nivell del mar (des del poble s'albira Gibraltar i la costa nord-africana), dista 30 km de Ronda. Els seus carrers i cases conserven el típic ambient rural dels pobles de la Regió muntanyenca de Ronda.

## Economia
La seva economia es basa en l'agricultura: vinyes, ametllers, cítrics, oliveres, alzinars...destaca també la producció de suro de les seves sureres. Museu etnográfic.

## Festes
Moros i cristians en honor del patró local, Sant Domènec de Guzmán, els dies 4 i 5 d'agost; Verge del Rosari, 7 d'octubre.